# Лаурилсульфоацетат натрия
Лаурилсульфоацетат натрия — анионоактивное поверхностно-активное вещество. Широко используется в промышленности для производства моющих средств, косметики, лекарственных препаратов. Натрия лаурилсульфоацетат является альтернативой SLS, зарекомендовавшей себя как безопасная
Он входит в состав многих косметических средств, зубных паст и применяется в качестве эмульгатора в препаратах по уходу за кожей. Натрия лаурилсульфоацетат можно наносить на кожу, слизистые оболочки, волосы и ногти. По данным рабочей группы CIR Управление по контролю за продуктами питания и лекарственными средствами (FDA) в США зарегистрировало 93 косметических средства, содержащих натрия лаурилсульфоацетат.
| Натрия лаурилсульфоацетат |                                         |
| Общие                     |                                         |
| Хим. формула              | C14H27NaO5S                             |
| Физические свойства       |                                         |
| pH                        | [null 6,9-7,1 для 0,25%-ного раствора]  |
| Поверхностное натяжение   | [null 30,1 дин / см (0,1%-ный раствор)] |
| Классификация             |                                         |
| Реестр веществ FDA UNII   | D0Y70F2B9J                              |
| Регистрационный номер CAS | 1847-58-1                               |
| EC Number                 | 217-431-7                               |

## Физические свойства
Лаурилсульфацетат натрия представляет собой белый порошок со слабым сладким запахом лаурилового спирта. Один грамм натрия лаурилсульфацетата будет растворяться
В 100 мл воды при 25 °С. Лаурилсульфацетат натрия является гигроскопичным. Он стабилен в жесткой воде и в слабокислых и слабощелочных растворах в диапазоне рН от 5,0 до 8,5.

## Применение

### В фармакологии
Натрия лаурилсульфоацетат способен разжижать содержимое кишечника, за счет чего может входить в состав слабительных средств. В ветеринарии может входить в состав антисеборейных средств.

### В бытовой промышленности
Натрия лаурилсульфоацетат является мылящим агентом, который образует пену. За счет этого может являться компонентом моющих и чистящих средств.

### В косметологии
Лаурилсульфоацетат натрия используется в качестве вспенивающего или диспергирующего агента в средствах для чистки зубов, пенах и других препаратах для ванн. Он также используется в других продуктах в качестве смачивающего агента.

## Влияние на здоровье
Молекулы лаурилсульфоацетата не могут проникать в кожу, поэтому не вызывают раздражения кожи и слизистых. Безопасность применения лаурилсульфоацетата натрия была изучена в многочисленных исследованиях, и не было обнаружено местных или системных токсических реакций, связанных с приемом препарата.
Клинические исследования показали, что при длительном воздействии лаурилсульфоацетат натрия может являться слабым или сильным раздражителем кожи при концентрациях в водном растворе 0,18 и 0,7 %. В повторном испытании на острый отек с 152 участниками у 79 из них были развиты кожные реакции при воздействии 0,18%-ного водного раствора лаурилсульфоацетата натрия. Однако эти реакции считались неаллергическими по своей природе. Средство для ванн, приготовленное с использованием 35%-ного лаурилсульфоацетата натрия и испытанное в ходе исследования с разбавлением до 1 или 2%-ного водного раствора, вызывает раздражение, но не обладает сенсибилизирующим воздействием на кожу человека
Исследователи пришли к выводу, что при использовании в обычных концентрациях лаурисульфоацетат натрия безопасен для применения в косметической продукции.

## Получение
Натрия лаурилсульфоацетат — сурфактант, получаемый из растительного сырья. Изготавливается на основе кокосового или пальмового масел.